# Rodínia
Em geologia, Rodínia refere-se a um supercontinente que existia e se rompeu na era Neoproteozóica.
Acredita-se que este supercontinente formou-se há 1 bilhão de anos e que abrangia a maior parte da porção continental da Terra. Acredita-se que quebrou-se em oito continentes cerca de 750 milhões de anos atrás. Durante a época em que existiu este super continente a Terra ficou toda congelada (hipótese da Terra bola de neve), com temperaturas muito baixas e seu oceano tendo uma capa de gelo que poderia ter em torno de um quilômetro de profundidade. Antes da glaciação, o supercontinente em formação abrigava vastas regiões áridas, sem qualquer forma de vida vegetal ou animal
Os movimentos dos continentes antes da formação de Rodínia são incertos. Entretanto os movimentos das massas continentais após o rompimento do supercontinente são melhor compreendidos e continuam sendo objetos de pesquisa. Os oito continentes que compunham Rodínia foram posteriormente reunidos em outro supercontinente chamado Panótia e, depois, Pangeia.
Os vestígios de Rodínia podem ser encontrados pela América do Sul. No Brasil podem ser representados pelo cráton São Luís, pela província Borborema, pelo bloco Parnaíba, pelos crátons São Francisco e Paranapanema, pelo bloco Rio Apa, pelo cráton Luiz Alves, pelo maciço Curitiba, parte do cráton Rio da Plata, sendo o principal vestígio o cráton Amazônico que compreende vários estados do Norte do Brasil e parte da região Centro-Oeste.
Rodínia vem da palavra russa e búlgara Rodina que significa "terra natal" e é usada em vários contextos.